# Ma Rong
En aquest nom xinès, el cognom és Ma.
Ma Rong (en xinès: 馬 融) (79–166), nom de cortesia Jichang (季 长), va ser un funcionari del govern de la dinastia Han oriental i un influent erudit confucià. Va néixer a Youfufeng (右 扶風) a l'antiga regió de la capital Han, a la moderna Xianyang, província de Shaanxi. Era net del famós general Ma Yuan (14 aC - 40 dC). Era conegut pels seus comentaris sobre els llibres dels Cinc Clàssics, i el primer erudit conegut que ho va fer. També va desenvolupar el comentari de doble columna.
Els seus principals estudiants van ser Lu Zhi i Zheng Xuan.
Va ser suspès durant deu anys a causa de comentaris crítics. Finalment, va ser restituït com a governador de la comandància de Nan (moderna Hubei). La seva biografia apareix al Llibre del Han Tardà.
Va escriure Rapsòdia sobre flauta llarga (長笛 賦) i possiblement Clàssic de la Lleialtat  (忠 經), seguint el Clàssic de la Pietat Filial (Xiaojing).